# Mas de Tomaset (Reus)
El Mas de Tomaset és una masia de Reus (Baix Camp) situada a la partida dels Plans de Quart, molt a la vora del Mas de Badia i a ponent seu, a poca distància, hi ha la Boella. Arran del mas hi passa el camí del Mas de Tomaset. És una masieta amb dos pisos d'alçada, d'aspecte antic, deshabitada i mig malmesa.